# Isabel Sanford
Pour les articles homonymes, voir Sanford.
Isabel Sanford est une actrice afro-américaine née le 29 août 1917 à New York, New York (États-Unis), morte le 9 juillet 2004 à Los Angeles (Californie).

## Filmographie
- 1967 : Devine qui vient dîner ? (Guess Who's Coming to Dinner) : Tillie
- 1968 : The Young Runaways (en) : Sarah
- 1969 : Pendulum : Effie
- 1969 : The Comic : Woman
- 1970 : The Red, White, and Black : Isabel Taylor
- 1972 : The Great Man's Whiskers (TV) : Ella
- 1972 : Les flics ne dorment pas la nuit (The New Centurions) de Richard Fleischer : Wilma
- 1972 : Requiem pour des gangsters (Hickey & Boggs) : Nyona's Mother
- 1972 : Lady Sings the Blues : First Madame
- 1972 : Up the Sandbox : Maria
- 1975 : The Photographer : Mrs. Slade
- 1979 : Love at First Bite : Judge R. Thomas
- 1981 : Desperate Moves : Dottie Butz
- 1987 : Isabel's Honeymoon Hotel (série TV) : Isabel Scott
- 1988 : Scooby-Doo : Agence Toutou Risques (A Pup Named Scooby-Doo) (série TV) : Additional Voices
- 1990 : Pucker Up and Bark Like a Dog : Joanna
- 1992 : South Beach : Mama
- 1996 : Original Gangstas de Larry Cohen : Gracie Bookman
- 1996 : Les Feux de l'amour (TV) : Juge Ellen Bethany
- 1997 : Sprung : Sista #1
- 1998 : Le Prince de Sicile (Jane Austen's Mafia!) : Mrs. Louise Jefferson
- 1999 : Click Three Times : Dorothy
- 1999 : Jackie's Back! (TV) : Miss Krumes (Jackie's Play Mama)